# هاري ميلينج
هاري ميلينج (بالإنجليزية: Harry Melling)‏ هو ممثل بريطاني ولد في 13 مارس 1989،أشتهر بدور دودلى دورسلى في سلسلة أفلام هاري بوتر.

## وصلات خارجية
- هاري ميلينج على موقع IMDb (الإنجليزية)
- هاري ميلينج على موقع روتن توميتوز (الإنجليزية)
- هاري ميلينج على موقع ألو سيني (الفرنسية)
- هاري ميلينج على موقع أول موفي (الإنجليزية)
- هاري ميلينج على موقع قاعدة بيانات الأفلام السويدية (السويدية)
- هاري ميلينج على موقع إن إن دي بي (الإنجليزية)
- هاري ميلينج على موقع قاعدة بيانات الفيلم (الإنجليزية)
- هاري ميلينج على موقع كينوبويسك (الروسية)